# Symphonie no 8 de Rautavaara
The Journey
Pour les articles homonymes, voir Symphonie no 8.
La Symphonie no 8, sous-titrée The Journey (Le Voyage) a été écrite par le compositeur finlandais Einojuhani Rautavaara en 1999.
Elle a été créée par l'Orchestre de Philadelphie sous la direction de Wolfgang Sawallisch, en avril 2000.

## Mouvements
La symphonie comprend quatre mouvements:
1. Adagio assai - Andante assai
2. Feroce
3. Tranquillo
4. Con grandezza - Sciolto - Tempo I

Elle dure environ 28 minutes.

## Orchestration
| Instrumentation de la septième symphonie                                                                         |
| Cordes |
| premiers violons, seconds violons, altos, violoncelles, contrebasses 2 harpes                                    |
| Bois |
| piccolo, 2 flûtes, 2 hautbois, 1 cor anglais, 2 clarinettes en si, 1 clarinette basse, 2 bassons, 1 contrebasson |
| Cuivres |
| 4 cors en fa, 4 trompettes en ut, 3 trombones, 1 tuba                                                            |
| Percussions |
| timbales, cymbales, gong, glockenspiel, xylophone, carillon tubulaire, vibraphone, tam-tams, 4 toms              |

## Enregistrements
| Orchestre                                 | Chef                | Label                               | Année | Format |
| ----------------------------------------- | ------------------- | ----------------------------------- | ----- | ------ |
| Orchestre philharmonique d'Helsinki       | Leif Segerstam      | Ondine                              |       | CD     |
| Orchestre symphonique de Nouvelle-Zélande | Pietari Inkinen     | Naxos                               | 2006  | CD     |
| Orchestre symphonique de Lahti            | Osmo Vänskä         | BIS Records                         |       | CD     |
| Orchestre de Philadelphie                 | Wolfgang Sawallisch | RM Associates / Image Entertainment | 2000  | CD     |